# Ugo Micheli
Ugo Micheli (né le 10 février 1883 à Florence) est un boxeur italien, connu aux États-Unis sous son pseudonyme Hugo Kelly.

## Biographie
Très jeune, Micheli émigre à Chicago, où il commence la boxe en 1899.
Au début de sa carrière, il remporte des victoires contre Owen Ziegler, Felci Rube et Mike Shreck, et vers la fin de 1903, il affronte Philadelphia Jack O'Brien qui venait de remporter une victoire contre Jack Twin Sullivan. Le combat se solde par un match nul, ce qui était plutôt positif pour Micheli. En 1904, il rencontre trois fois O'Brien obtenant une victoire, un nul et une défaite, même si la victoire n'était pas officielle.
Toujours en 1904, il se bat contre Jack Twin Sullivan avec là aussi une victoire, un nul et une défaite. Début 1905, il gagne son 4e combat contre O'Brien et revendique par conséquent le titre de champion du monde des poids moyens. Une nouvelle rencontre entre Kelly et Sullivan termine sur un nul en 1906 suivie d'une victoire contre Toni Caponi et Young Mahoney. Début 1907, il obtient un match nul contre Ryan, ex-champion du monde, ce qui le confirme dans sa conviction qu'il peut légitimement prétendre à ce titre. Ensuite, il obtient à nouveau des matchs nuls contre Sullivan et Billy Papke. Début 1908, il perd son second match contre Billy Papke. Mi-1908, il perd contre Stanley Ketchel nouvellement reconnu champion du monde,.
Puis Micheli resta dans la compétition encore plusieurs années, battant notamment Frank Klaus, futur champion du monde. Il cesse de combattre en 1912 et se met au cinéma, ce qui lui vaudra des gains substantiels.